# Hope Lange
Hope Elise Ross Lange (Redding, 28 novembre 1933 – Santa Monica, 19 dicembre 2003) è stata un'attrice statunitense.

## Biografia

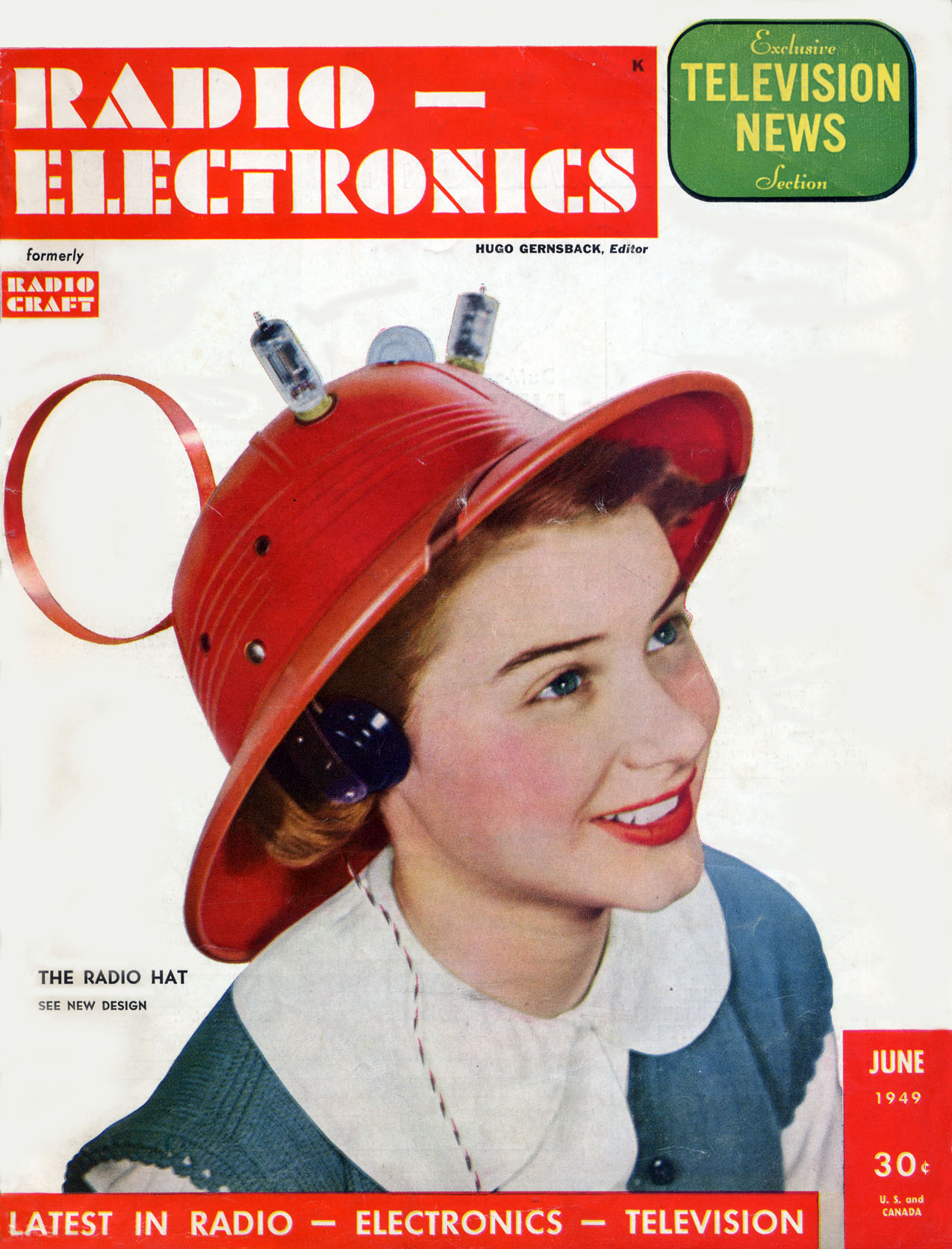
La Lange nel giugno 1949 sulla copertina di Radio-Electronics con un Radio Hat

Figlia dell'attrice Minette Buddecke e di John George Lange, che era stato musicista arrangiatore per Florenz Ziegfeld, Hope Lange nacque nel 1933 a Redding, nel Connecticut, e si trasferì ancora bambina a New York con la famiglia. Grazie all'influenza della madre, ottenne piccoli ruoli in diverse produzioni di Broadway, tra cui Life, Laughter and Tears (1942) e The Patriot (1943). Durante gli anni quaranta studiò danza e recitazione, iniziando a lavorare come modella adolescente per riviste e pagine pubblicitarie. Nel giugno 1949, all'età di 15 anni, comparve sulla copertina del periodico Radio-Electronics.
Dopo aver frequentato per due anni il Reed College (Oregon) e il Barmore Junior College di New York, iniziò a lavorare per la televisione, con un'apparizione nella serie antologica Kraft Television Theatre che attirò su di lei l'attenzione dei produttori cinematografici di Hollywood. Ottenne subito un ruolo nella commedia Fermata d'autobus (1956) di Joshua Logan, accanto a Marilyn Monroe e Don Murray. Grazie al successo del film, ottenne altri ruoli di carattere, fra cui quello di Selena Cross nel melodramma I peccatori di Peyton (1957) di Mark Robson, accanto a Lana Turner: la sua interpretazione le valse la candidatura al Golden Globe e all'Oscar alla miglior attrice non protagonista.
La Lange confermò il suo successo sul grande schermo partecipando ad altre pellicole quali La vera storia di Jess il bandito (1957) di Nicholas Ray, in cui interpretò Zee, moglie del bandito Jesse James (interpretato da Robert Wagner), I giovani leoni (1958) di Edward Dmytryk, accanto a Montgomery Clift e il melodramma Donne in cerca d'amore (1959) di Jean Negulesco, con protagonista Joan Crawford.
Nel 1961, accanto ad Elvis Presley, partecipò al film Paese selvaggio di Philip Dunne. Nello stesso anno, grazie all'appoggio di Glenn Ford, suo compagno all'epoca, ottenne la parte di Elizabeth "Regina" Martin (Queenie nella versione originale) nella commedia Angeli con la pistola, ultimo film di Frank Capra, che per quel ruolo aveva inizialmente scritturato Shirley Jones: la Lange fu apprezzata per l'interpretazione della modesta ragazza di provincia trasformatasi in soubrette di nightclub. Recitò nuovamente accanto a Glenn Ford nella commedia Il granduca e mister Pimm (1963) di David Swift.
Nella seconda metà degli anni sessanta l'attrice prese parte al film drammatico Il mosaico del crimine (1968) di James Goldstone, e lavorò per la televisione, comparendo in serie quali Il fuggiasco (1966), La signora e il fantasma (1968-1970), accanto ad Edward Mulhare, che le valse l'Emmy Award quale miglior attrice di serie comica per due anni consecutivi (1969 e 1970), e The New Dick Van Dyke Show (1971-1974) nel ruolo della moglie del protagonista. Negli anni settanta e ottanta continuò l'attività televisiva, e apparve ancora sullo schermo in film come Il giustiziere della notte (1974) di Michael Winner, in cui interpretò la moglie del protagonista Charles Bronson, Nightmare 2 - La rivincita (1985) di Jack Sholder, Velluto blu (1986) di David Lynch, in cui interpretò il ruolo della madre di Laura Dern, e il thriller Sotto il segno del pericolo (1994) di Phillip Noyce. Apparve l'ultima volta sul grande schermo nel 1995, nel thriller La giusta causa di Arne Glimcher.

## Vita privata
Dal primo matrimonio nel 1956 con l'attore Don Murray, conosciuto sul set di Fermata d'autobus, ebbe due figli, Christopher e Patricia. Dopo il divorzio nel 1961 e una relazione con Glenn Ford, suo partner in Angeli con la pistola e Il granduca e mister Pimm, nel 1963 sposò il regista Alan J. Pakula, da cui divorziò nel 1971. Il terzo matrimonio col produttore teatrale Charles Hollerith, sposato nel 1986, durò fino alla morte dell'attrice, avvenuta nel 2003, all'età di 70 anni, per un'ischemia intestinale.

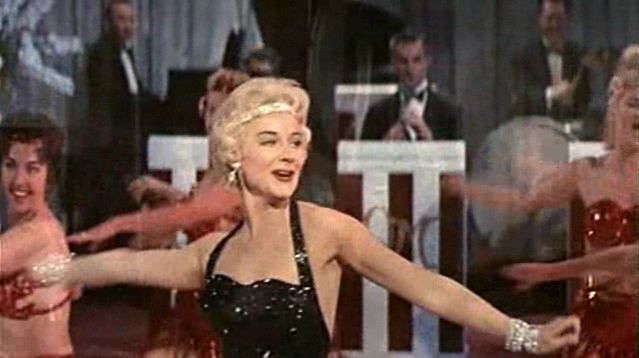
L'attrice in una scena di Angeli con la pistola (1961)

## Filmografia

### Cinema
- Fermata d'autobus (Bus Stop), regia di Joshua Logan (1956)
- La vera storia di Jess il bandito (The True Story of Jesse James), regia di Nicholas Ray (1957)
- I peccatori di Peyton (Peyton Place), regia di Mark Robson (1957)
- I giovani leoni (The Young Lions), regia di Edward Dmytryk (1958)
- In amore e in guerra (In Love and War), regia di Philip Dunne (1958)
- Donne in cerca d'amore (The Best of Everything), regia di Jean Negulesco (1959)
- Paese selvaggio (Wild in the Country), regia di Philip Dunne (1961)
- Angeli con la pistola (Pocketful of Miracles), regia di Frank Capra (1961)
- Il granduca e mister Pimm (Love Is a Ball), regia di David Swift (1963)
- Il mosaico del crimine (Jigsaw), regia di James Goldstone (1968)
- I Love You... Good-bye, regia di Sam O'Steen (1974)
- Il giustiziere della notte (Death Wish), regia di Michael Winner (1974)
- The Prodigal, regia di James F. Collier (1983)
- I Am the Cheese, regia di Robert Jiras (1983)
- Nightmare 2 - La rivincita (A Nightmare on Elm Street Part 2: Freddy's Revenge), regia di Jack Sholder (1985)
- Velluto blu (Blue Velvet), regia di David Lynch (1986)
- Zia Giulia e la telenovela (Tune in Tomorrow...), regia di Jon Amiel (1990)
- Sotto il segno del pericolo (Clear and Present Danger), regia di Phillip Noyce (1994)
- La giusta causa (Just Cause), regia di Arne Glimcher (1995)

### Televisione
- La signora e il fantasma (The Ghost and Mrs. Muir) – serie TV, 50 episodi (1968-1970)
- Le pazze storie di Dick Van Dyke (The New Dick Van Dyke Show) – serie TV, 72 episodi (1971-1974)
- La signora in giallo (Murder, She Wrote) – serie TV, episodi 3x11-9x17 (1987-1993)

## Riconoscimenti
- Premio Oscar
  - 1958 – Candidatura alla miglior attrice non protagonista per I peccatori di Peyton

- Golden Globe
  - 1958 – Candidatura alla migliore attrice non protagonista per I peccatori di Peyton
  - 1969 – Candidatura alla miglior star televisiva femminile per La signora e il fantasma

- Primetime Emmy Awards
  - 1969 – Migliore attrice protagonista in una serie commedia per La signora e il fantasma
  - 1970 – Migliore attrice protagonista in una serie commedia per La signora e il fantasma

## Doppiatrici italiane
- Micaela Giustiniani in I peccatori di Peyton, Donne in cerca d'amore, Paese selvaggio
- Maria Pia Di Meo in I giovani leoni, Il granduca e mister Pimm, Sotto il segno del pericolo
- Fiorella Betti in Fermata d'autobus, La vera storia di Jess il bandito
- Rosetta Calavetta in Angeli con la pistola, Il giustiziere della notte
- Renata Marini in In amore e in guerra
- Mirella Pace in Il rifugio del corvo
- Ada Maria Serra Zanetti in Le pazze storie di Dick Van Dyke
- Alba Cardilli in Nightmare 2 - La rivincita
- Flaminia Jandolo in Velluto blu
- Marella Jacobacci in Zia Giulia e la telenovela
- Cristina Grado in La giusta causa